# Авторское право США в архитектуре
Авторское право США в архитектуре определяет защиту авторских прав архитекторов, работающих в США. Авторское право — юридическое понятие, которое дает создателю работы исключительное право на использование этой работы в течение ограниченного времени. Эти права могут быть важным механизмом, с помощью которого архитекторы могут защитить свои работы.

## История авторского права в архитектуре
Архитектура не всегда охватывалась авторским правом. В 1790 году, когда был принят первый закон Об авторском праве в США, его действие охватывало «книги, карты и диаграммы». в 1909 г. Конгресс расширил сферу защиты авторских прав для включения всех «произведениях автора». Хотя архитектурные чертежи не были в явной форме включены в действие закона 1909 года, защита авторских прав в архитектуре действовала на основании закона для произведений научного или технического характера. Как правило, суды толковали это положение так, чтобы включить архитектурную работу в действие закона. Только в 1976 году Конгресс заявил о своем намерении включить "планы и чертежи архитектора «, под защиту авторских прав для „живописных, графических и скульптурных произведений“.
В 1989 году Соединенные Штаты присоединились к Бернской Конвенции об охране авторских литературных и художественных произведений, которое требует, чтобы подписавшие его стороны защищали авторские права завершенных архитектурных работ от посягательств. В результате как упомянутой Конвенцией так и Конгрессом США было подтверждено, что „архитектура, как вид искусства, выполняющий работы для общественных и социальных целей … заслуживает защиту закона Об авторском праве“. Конгресс США внес положения о защите авторских прав для архитектурных произведений в закон О защите авторских прав (AWCPA) в 1990 году. „Произведения архитектуры“ были внесены в перечень охраняемых произведений в п. 17 U.S.С. § 102.

## Права, предоставленные архитекторам законом Об авторском праве
Авторское право на архитектурные произведения устанавливается п. 17 U.S.С. § 102(а)(8). Кроме того, защита живописных, графических и скульптурных произведения установлена в соответствии с п. 17 U.S.С. § 102(а)(5). таким образом, что архитекторы могут иметь два уровня защиты для своих работ:
- защита для проектов, воплощенные в зданиях, архитектурных планов или чертежей в соответствии с § 102(а)(8)
- защита для схем, моделей, чертежей в соответствии с § 102(а)(5).

Авторские права на дизайн, действующие в соответствии с § 102(а)(5) или § 102(а)(8), как правило, дают архитектору исключительные права воспроизводить, распространять, отображать и готовить дизайнерскую работу. Эта защита действует в течение жизни автора плюс 70 лет после его кончины. Некоторые ограничения на эти права применяются в зависимости от того, под каким кодом работа зарегистрирована. Наиболее существенным ограничением авторских прав в дизайне для „живописных, графических или скульптурных“ работ в соответствии с § 102(а)(5) является то, что правообладатель не может препятствовать строительству здания на основе запатентованного дизайна. Два других важных ограничения применяются при оформлении дизайна как „архитектурного произведения“. Если здание видимо из общественных мест, то его защита, относящаяся к „архитектурной деятельности“ не включает в себя право запрещать изготовление, распространение или публичный показ картин, фотографий или других изображений произведения (здания). Таким образом, архитектор не сможет запретить людям фотографировать, зарисовывать или иным образом делать графическое изображение здания. Во-вторых, владельцы здания могут сами делать или разрешать другим делать перепланировку здания и уничтожать или разрешать уничтожение этого здания. Таким образом, архитектор не вправе запретить хозяину дома изменять здание или разрушить его.
Авторские права архитектором — не строго ограниченный набор прав, закрепленных в законе Об авторском праве. Архитектор может также заключить контракт на более широкие авторские права.

## Типы архитектурных произведений, охраняемых законом Об авторском праве
Защита авторских прав архитектурных произведений может распространяться на чертежи, предварительные планы, разрезы, фасады, поэтажные планы, планы строительства, общие модели, модели внутренних опор, модели внешнего облика, фотомонтажи здания, компьютерные изображения конструкции, построенные сооружения.
Для того, чтобы получить охрану авторских прав в качестве „архитектурной работы“ под 17 U. S. С. § 102(а)(8) или „живописной, графической и скульптурной работы“ под 17 U.S.С. § 102(а)(5), работы должны быть включены в дизайн здания.. Термин „здания“ определяется в Бюро по охране авторских прав как „жилые строения, такие как дома и офисные здания, сооружения, предназначенные для человеческого обитания, в том числе, церкви, музеи, беседки и садовые павильоны“.. Запрещается защита „строений, отличных от зданий, таких как мосты, дамбы, пешеходные дорожки, палатки, транспортные средства для отдыха, передвижные дома и лодки“.

## Требования по защите авторских прав в архитектурном дизайне

### Время создания
Защита для „архитектурной работы“ в соответствии с § 102(а)(8) доступна только для произведений, созданных после 1 декабря 1990 года. Это означает, что здания, которые не были построены до 1 декабря 1990 года, не пользуются защитой. Однако, если работа была воплощена в пентхаусе недостроенного жилого здания с неопубликованными планами или чертежами до этой даты, он может подлежать охране. Защита для архитектурных чертежей как „живописных, графических или скульптурных“ работ в соответствии с § 102(а)(5) действует, если они были созданы после 1976 года.

### Регистрация и уведомление
Конструкция имеет защиту авторских прав автоматически в момент её создания. Таким образом, архитектору не понадобится регистрировать работу, чтобы получить авторско-правовую охрану.
Несмотря на то, что авторский дизайн не должен быть регистрирован, чтобы иметь авторскую охрану, регистрация выгодна авторам по нескольким причинам:
- регистрация необходима при нарушениях авторских прав, если иск о нарушении предъявлен в суд;
- регистрация в течение трех месяцев после публикации или до нарушения работы позволит свести к минимуму ущерб по оплате услуг адвоката;
- если регистрация производится в течение пяти лет от выполнения работы, это будет явно свидетельствовать о действительности авторского права и фактах, изложенных в сертификате.[20]

Аналогичным образом, уведомление не является обязательным для авторских прав на архитектурный дизайн, это может быть выгодно по нескольким причинам:
- возможность избежать нарушения, ставя людей в известность о своем авторском статусе;
- уведомление предупреждает нарушителя от неумышленные нарушения.[21].

Надлежащее уведомление состоит из символа © или слова „Copyright“ или аббревиатуры „Copr.“; и также года первого опубликования произведения; и также имени владельца авторского права на произведение.

### Оригинальность
Защита „архитектурной деятельности“ распространяется на „общую форму, расположение и состав помещений и элементов конструкции, но не включает индивидуальные характеристики. По данным доклада Конгресса США от 1990 года, это положение обусловлено тем, что: (1) творчество в архитектуре часто принимает форму выбора расположения оригинальных элементов; (2) архитектор может включать новые, охраноспособные элементы дизайна; и (3) архитектура интерьера может быть защищена авторским правом.“
Защита авторских прав распространяется только на „оригинальные авторские работы“. Чтобы архитектурный дизайн был защищенным, он должен быть оригинальным. Это требование „оригинальности“ означает, что работа была самостоятельно создана автором, а не скопирована из других работ.

### Положения закона
В соответствии с другими положениями закона Об авторском праве и соглашениями об авторском праве, авторская защита архитектурных произведений не распространяется на стандартные предметы, такие как окна, двери и другие компоненты здания.». Как комментировал архитектор Майкл Грейвс — авторско-правовая охрана распространяется только на «поэтический язык» архитектурного произведения, который включает в себя те части конструкции, которые «чутко реагируют на внешность здания и включает в себя его трехмерное выражение обычаев общества». Защита не распространяется на «внутренний язык» здания, который включает в себя те части конструкции, которые являются «неотъемлемой частью здания и в самом общем виде определяют его прагматические, конструктивные и технические требования.»
Архитектурные работы должны быть проанализированы, чтобы определить, присутствуют ли в них оригинальные элементы дизайна. Если оригинальные элементы дизайна присутствуют, то необходимо определить, являются ли они функционально необходимыми. Если элементы необходимы, то они не охраняются авторским правом. Если исходные оригинальные элементы не требуются, то работа будет охраняться без связи с физической или концептуальной необходимостью элементов.

## Право собственности авторского права на архитектурные проекты
Закон Об авторском праве не содержит определения понятия «Автор». Человек, который создает произведение, считается автором.. Существует несколько исключений из этого правила.

### Совместное авторство
По п. 17 U.S.С. § 201(а) авторы совместного произведения являются совладельцами авторских прав на произведение и не могут нести ответственность друг перед другом за нарушение авторских прав. Соавторство позволяет авторам самостоятельно эксплуатировать авторские права и самостоятельно их лицензировать.

### Работа и авторское право
Хотя авторские права обычно принадлежат архитектору, который проектирует работу, закон Об авторском праве определяет некоторые исключения. Согласно этому закону, сотрудник, который готовит дизайн-проект в рамках своей производственной деятельности, то он не будет защищен авторскими правами. Скорее всего работодатель будет считаться автором и владельцем авторских прав на дизайн. Несмотря на это исключение, рассмотрение, является ли работник предприятия автором или нет, зависит от того, платил ли он налог за работу или нет.

### Передача прав собственности
По п. 17 U. S. С. § 204(а) возможность «передачи авторских прав» может возникнуть, если это записано в договоре.
Несмотря на требование, что передача собственности должна быть зафиксирована в письменной форме, суды придерживаются мнения, что простая (неисключительная) лицензия может быть предоставлена без письменного документа. Неисключительная лицензия не передает права собственности на работы, но предоставляет грантополучателю на право использования авторского права на произведение в том или ином образе. Эти лицензии могут быть получены от любого владельца авторских прав, в том числе совладельцем, при отсутствием от них возражений.

## Нарушение архитектурных авторских прав
Если архитектор признан ответственным за нарушение в работе, против него может быть выписано предписание, призванное помешать ему создавать произведение или вообще его изымать. Кроме того, контрафактные архитекторы могут нести ответственность за фактический ущерб, причиненный истцу. Истцу возмещаются судебные издержки и расходы на адвоката. На нарушителя может быть наложено уголовное наказание, если нарушение было умышленным. Точно так же, если архитектор оформляет иск против другого архитектора, то тот может получить судебный запрет на работу или арест имущества или возмещение убытков.
По данным отчета Конгресса США, «оформление нарушения архитектурных работ составляются по тому же стандарту, как и для других форм охраняемого объекта.»